# Крупники (Білорусь)
Крупники (біл. вёска  Крупники) — село в складі Вілейського району Мінської області, Білорусь. Село підпорядковане Довгинівській сільській раді, розташоване в північній частині області.